# Peperomia sodiroi
Peperomia sodiroi är en pepparväxtart som beskrevs av C. Dc.. Peperomia sodiroi ingår i släktet peperomior, och familjen pepparväxter. Inga underarter finns listade i Catalogue of Life.